# 2373 Immo
2373 Immo este un asteroid din centura principală, descoperit pe 4 august 1929 de Max Wolf.